# 마틴 포터
마틴 F. 포터(Martin F. Porter)는 가장 보편적인 어간 추출 알고리즘의 하나인 포터 스테밍 알고리즘과, 스테밍 알고리즘 개발을 위한 프레임워크인 스노볼(Snowball)의 저자이다. 그는 1980년 접미사 제거 알고리즘에 관한 그의 논문에서 처음 그의 스테밍 알고리즘을 제안했으며, 이 논문은 6천회 이상 인용되었다.
포터가 캠브리지 대학교에서 수행한 연구의 결과물로 무스카트(Muscat) 검색 엔진이 나왔으며 1984년 캠프리지 CD 퍼블리싱에 의해 상용화되었다. 후에 이 엔진은 메이드(MAID)에 매각되었으며 이 회사는 훗날 다이얼로그(Dialog) 사가 되었다.
그는 2000년 정보 검색 분야의 공로를 인정 받아 토니 켄트 스트릭스 상(Tony Kent Strix award)을 수상하였다.
포터는 케임브리지 대학교 세인트존스 칼리지에서 수학을 전공했으며(1963~66), 캠브리지 컴퓨터 연구소(Computer Laboratory)에서 컴퓨터 과학 박사 학위를 받았다. 그는 리즈 대학교에서 1년간 연구생활을 한 후 캠브리지로 돌아가 문학 및 언어학 컴퓨팅 센터(Literary and Linguistic Computing Centre)에서 일했으며(1971~74), 이후에는 세드윅 지구과학 박물관(Sedgwick Museum of Earth Sciences)에서 3년간 프로그래머로 일했다(1974~76). 1977년 그는 MDA(Museum Documentation Advisory)의 디렉터가 되었다.
포터는 컨텐트 및 문서 관리 소프트웨어 업체인 그레이프샷(Grapeshot) 사의 공동설립자이다.